# Mallerenga lúgubre
La mallerenga lúgubre o mallerenga fosca (Poecile lugubris) és una espècie d'ocell de la família dels pàrids (Paridae).

## Distribució i hàbitat
Habita boscos poc densos i horts des dels Balcans cap a l'est, a través de Turquia i Pròxim Orient fins a l'Iran.
Es troba en baixa densitat en boscos pocs densos en un rang d'elevació entre 1000 i 1600 metres sobre el nivell del mar.

## Ecologia
Similar a les altres espècies de mallerengues, és una espècie que nidifica en cavitats, que fa els nius als forats de ginebre, salze, àlber i altres espècies d'arbres rellevants. En alguns casos nien en canonades de ferro (per exemple, les utilitzades per a tanques d'horts) i en caixes niu artificials.
La posta sol estar formada per 4 a 9 ous, amb dues postes per any. L'espècie sembla ser resident al país neix amb lleugers moviments locals. Es reprodueixen als vessants de les muntanyes i al bosc caducifoli obert; més avall en arbres i arbustos en terrenys rocosos, així com en horts fruiters. La temporada de reproducció dura des de principis d'abril fins a finals de juliol i principis d'agost. L'alimentació consisteix principalment en insectes.
Els estudis filogenètics moleculars han demostrat que la mallerenga lúgubre és un tàxon germà de la mallerenga cellablanca (Poecile superciliosus).